# Iosif Stoica
Iosif Stoica (n.  ?) a fost un episcop ortodox sub protectorat calvin, care a activat în Maramureș. Stoica a fost numit în funcție în anul 1690, de principele Mihai Apafi I, conducătorul partidei antihabsburgice din Principatul Transilvaniei.

## Familia
Iosif Stoica a fost un descendent al familiei Stoica de Crișănești, din care au provenit și vicecomitele Ladislau Stoica (care a oprit incursiunea tătară din 1717), respectiv Sigismund Stoica, episcop romano-catolic al Transilvaniei.

## Activitatea
Iosif Stoica și-a desfășurat activitatea în Maramureș în subordinea episcopului Ioan de Camillis, originar din insula Chios, care acceptase unirea cu Biserica Romei. În anul 1701 episcopul Iosif Stoica a fost convocat la Viena pentru a semna la rândul său unirea cu Biserica Romei, însă a refuzat să facă acest lucru la presiune politică.

## Canonizarea
Iosif Stoica a fost canonizat de Biserica Ortodoxă Română în anul 1992, ocazie cu care patriarhul Teoctist a rânduit sărbătorirea lui în data de 24 aprilie.